# آرون (الموتى السائرون)
آرون (بالإنجليزية: Aaron) شخصية خيالية من سلسلة القصص المصورة الموتى السائرون، ومُسلسل الرعب والدراما بنفس العنوان. أدى المُمثل روس ماركواند دور الشخصية في المُسلسل التلفزيوني الذي عُرض على قناة أي إم سي.
في كل من القصص المصورة والمُسلسل التلفزيوني يعمل آرون مُجند لمجموعة الإسكندرية في واشنطن العاصمة.

## ظهور الشخصية

### سلسلة القصص المصورة
في سلسلة القصص المصورة ظهر آرون في العدد السابع والستون 67# في نوفمبر، 2009.

### المسلسل التلفزيوني
في المسلسل التلفزيوني ظهرت شخصية آرون في الحلقة العاشرة من الموسم الخامس في 15 فبراير، 2015، حيث يعثر على جماعة ريك غرايمز ويجلبهم إلى مجمع الإسكندرية.

## الإستقبال
شبه المتابعين والنقاد ظهور شخصية آرون في المسلسل التلفزيوني بتلك الطريقة التي ظهرت بها بعض شخصيات مسلسل الضياع الذي عرض على قناة ABC.

## وصلات خارجية
- آرون على موقع قناة أي إم سي
- آرون (الموتى السائرون) في قاعدة بيانات الأفلام على الإنترنت